# De Mosterdzaadtuin
De Mosterdzaadtuin. Handboek voor de Schilderkunst (芥子園畫傳, Jieziyuan Huazhuan), of Schildershandboek uit de Mosterdzaadtuin, is een handboek in de Chinese schilderkunst uit de vroege Qing-dynastie. Het behoort tot de belangrijkste eerste werken in meerkleurendruk. Veel bekende Chinese schilders, waaronder Qi Baishi, begonnen hun opleiding met lessen uit dit handboek.

## Geschiedenis

### Achtergrond
In 1346 werd in China het eerste bekende meerkleurendrukwerk in de geschiedenis gemaakt. Het betrof een frontispice in twee kleuren, behorende bij een boeddhistische soetrarol. Gedurende de Ming-dynastie (1368–1644) werd in China het meerkleurendrukwerk verder ontwikkeld. In 1606 verscheen in een boek over inktstaven het eerste blokdrukwerk in kleur. Een ander belangrijk werk in deze tijd was Tien Bamboes-studio's handboek voor schilderen en kalligrafie (十竹齋書畫譜) uit 1633, uitgegeven door Hu Zhengyan.

### Eerste deel
De Mosterdzaadtuin werd in de tweede helft van de 17e eeuw vervaardigd in opdracht van Shen Xinyou (沈心友), schoonzoon van toneelschrijver Li Liweng. Het werk is vernoemd naar Jieziyuan, of 'Mosterdzaadtuin', Shens woning in Lanxi, in de provincie Zhejiang. Shen had het lesmateriaal in bezit van Li Liufang (李流芳), een schilder uit de late Ming. Hij gaf opdracht aan Wang Gai (王概), Wang Shi (王蓍), Wang Nie (王臬) en Zhu Sheng (诸升) om op basis van dit en ander materiaal een handboek voor landschapsschilderkunst samen te stellen.
Het resultaat was een vijfdelig werk in vijfkleurendruk. Het eerste deel behandelde algemene principes voor het schilderen van landschappen, het tweede deel het schilderen van bomen, het derde van heuvels en stenen, het vierde van mensen en huizen en het vijfde deel bevatte een selectie van werken van beroemde (shan shui-)landschapsschilders. Het werk werd in 1679 door Li Liweng van een voorwoord voorzien en gepubliceerd. In latere drukken werd de inhoud gebundeld tot één deel.

### Volgende delen

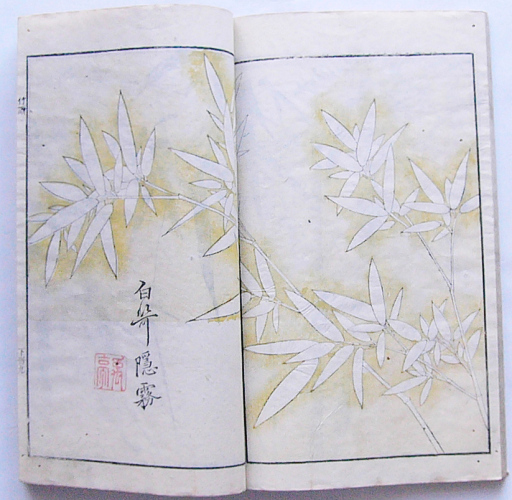
Illustratie bij een verhandeling van het schilderen van bamboe

De gebroeders Wang stelden twee daaropvolgende delen samen, die respectievelijk het schilderen van flora en fauna behandelden. Deze delen werden gepubliceerd in 1701.
Shen Xinyou kondigde een vierde deel aan, maar heeft deze nooit gepubliceerd. Op de markt verscheen echter een vals exemplaar, dat het schilderen van portretten behandelde. Chao Xun (巢勛; 1852–1917) was ontevreden over de lage kwaliteit van dit deel en maakte zijn eigen versie. Deze publiceerde hij tezamen met een reproductie van de drie originele delen. Herdrukken van De Mosterdzaadtuin zijn meestal gebaseerd op de uitgave van Chao.

## Vertalingen
Tijdens de Edoperiode werd een Japanse vertaling van De Mosterdzaadtuin gepubliceerd als Kai-shi-en Gaden. Het werd gebruikt door een groot aantal Japanse kunstenaars. Veel Japanse kunsttermen hebben hun oorsprong in deze vertaling.
In 1956 werd in New York een Engelse vertaling gepubliceerd, van de hand van Mai-mai Sze. Het werk was getiteld The Tao of Painting – A study of the ritual disposition of Chinese painting. With a translation of the Chieh Tzu Yuan Hua Chuan or Mustard Seed Garden Manual of Painting 1679–1701.